# أو3 النمسا توب 40
أو3 النمسا توب 40 (بالألمانية: Ö3 Austria Top 40) هو ترتيب تسجيلات يعرض أفضل التسجيلات الموسيقية من الأغاني والألبومات في النمسا، ويتم عرض هذه التسجيلات كل يوم جمعة على إذاعة هيتراديو أو3، وقد بدأت بعرض التسجيلات في سنة 1968 وكان يتم تقديمها من المذيع إرنست غرايسمان.